# Eurosedler
Euro (EUR eller €) er den fælles valuta i 19 af EU's medlemsstater. Euro blev etableret som en elektronisk valuta 1. januar 1999, og eurosedler og euromønter blev sat i cirkulation 1. januar 2002.

## Pålydende
Sedlerne har syv forskellige pålydende værdier, hver med sin særegne farve og størrelse. Sedlernes udformning har europæisk arkitektur fra forskellige kunstperioder som fælles tema. Forsiden af sedlerne viser vinduer eller porte, mens bagsiden viser broer. Man har gjort sig umage med ikke at afbilde nogen rigtige konstruktioner, sådan at alle lande behandles ens – til forskel fra næsten alle andre valutaer findes ingen virkelige monumenter eller personer på sedlerne.
Fælles for sedlerne er Europaflaget, initialerne til den Europæiske Centralbank i fem udgaver (BCE, ECB, EZB, ΕΚΤ, EKP), et kort over Europa på bagsiden, navnet «Euro» med latinsk og græsk skrift og signaturen til ECBs centralbankchef.
EU's 12 stjerner er også afbildet på hver seddel. Sedlerne er designet af den østrigske kunstner Robert Kalina.

## Beskrivelse af eurosedlerne
Euro-sedlernes papir er 100% rent bomuldsfiber. Kludepapir er stærkere end papir fremstillet af træmasse, det tåler bedre vand og giver desuden en anden taktil fornemmelse.
| Billede                  | Billede                  | Valør | Størrelse (millimeter) | Hovedfarve | Hovedfarve | Design                 | Design                | Printerkode position                                                   | Printerkode position |
| Forside (recto, obverse) | Bagside (verso, reverse) | Valør | Størrelse (millimeter) | Hovedfarve | Hovedfarve | Stil                   | Periode               | Printerkode position                                                   | Printerkode position |
| ------------------------ | ------------------------ | ----- | ---------------------- | ---------- | ---------- | ---------------------- | --------------------- | ---------------------------------------------------------------------- | -------------------- |
| €5 forside               | €5 bagside               | €5    | 120 × 62               |            | Grå        | Klassisk               | før det 5. århundrede | venstre billedekant Arkiveret 16. november 2019 hos Wayback Machine    |                      |
| €10 forside              | €10 bagside              | €10   | 127 × 67               |            | Rød        | Romansk                | 11.-12. århundrede    | 8 o'clock star Arkiveret 31. oktober 2019 hos Wayback Machine          |                      |
| €20 forside              | €20 bagside              | €20   | 133 × 72               |            | Blå        | Gotik                  | 13.-14. århundrede    | 9 o'clock star Arkiveret 31. oktober 2019 hos Wayback Machine          |                      |
| €50 forside              | €50 bagside              | €50   | 140 × 77               |            | Orange     | Renæssance             | 15.-16. århundrede    | højre billedekant Arkiveret 31. oktober 2019 hos Wayback Machine       |                      |
| €100 forside             | €100 bagside             | €100  | 147 × 82               |            | Grøn       | Barok og rokoko        | 17.-18. århundrede    | right of 9 o'clock star Arkiveret 31. oktober 2019 hos Wayback Machine |                      |
| €200 forside             | €200 bagside             | €200  | 153 × 82               |            | Gul        | Art nouveau/jugendstil | 19.-20. århundrede    | above 7 o'clock star Arkiveret 31. oktober 2019 hos Wayback Machine    |                      |
| €500 forside             | €500 bagside             | €500  | 160 × 82               |            | Lilla      | Postmodernisme         | 20.-21. århundrede    | 9 o'clock star Arkiveret 31. oktober 2019 hos Wayback Machine          |                      |

Følgende oversøiske territorier er vist nederst på bagsiden: Azorerne, Fransk Guiana, Guadeloupe, Madeira, Martinique, Réunion, og de Kanariske øer. Cypern og Malta vises ikke, eftersom de først kom med i EU i 2004. Malta er også for lille til at blive vist (mindste størrelse for afbildning er 400 km²).

### Den Europæiske Centralbanks initialer
- BCE:
  -  : Banque Centrale Européenne (fransk)
  -  : Banca Centrale Europea (italiensk)
  -  : Banco Central Europeu (portugisisk)
  -  : Banca Centrală Europeană (rumænsk)
  -  : Banco Central Europeo (spansk)
- BĊE:
  -  : Bank Ċentrali Ewropew (maltesisk)

- EBC:
  -  : Europejski Bank Centralny (polsk)
- ECB:
  -  : Evropská centrální banka (tjekkisk)
  -  : Europæiske Centralbank (dansk)
  -  : European Central Bank (engelsk)
  -  : Europos Centrinis Bankas (litauisk)
  -  : Eiropas Centrālā banka (lettisk)
  -  : Europese Centrale Bank (nederlandsk/hollandsk)
  -  : Europeiska Centralbanken (svensk)
  -  : Európska centrálna banka (slovakisk)
  -  : Evropska centralna banka (slovensk)
- ЕЦБ
  -  : "Европейска централна банка" (bulgarsk)
- EKB:
  -  : Európai Központi Bank (ungarsk)
- EKP:
  -  : Euroopa Keskpank (estisk)
  -  : Euroopan Keskuspankki (finsk)
- ΕΚΤ:
  -  : "Ευρωπαϊκή Κεντρική Τράπεζα" (græsk)
- EZB:
  -  : Europäische Zentralbank (tysk)

| Seddel | Stregkode | Manchester |
| ------ | --------- | ---------- |
| €5     | 0110 10   | 100        |
| €10    | 0101 101  | 110        |
| €20    | 1010 1010 | 0000       |
| €50    | 0110 1010 | 1000       |
| €100   | 0101 1010 | 1100       |
| €200   | 0101 0110 | 1110       |
| €500   | 0101 0101 | 1111       |

## Serienummer
I modsætning til euromønter, har eurosedlerne ikke en national side som viser ophavslandet. Denne information er i stedet for indkodet i sedlens serienummer.
Første tegn i serienummeret giver en unik identifikation på landet som har udstedt sedlen. Resten af cifrene giver, gennem reduktion, en checksum som også er særskilt for det pågældende land. Koderne W, K og J er reserveret til EU-medlemmer som foreløbig ikke deltager i ØMU'en.

## Nationalkoder
| Kode | Land                                  | Checksum |
| ---- | ------------------------------------- | -------- |
| B    | (2015) Litauen                        |          |
| C    | (2014) Letland                        |          |
| D    | (2011) Estland                        | 4        |
| E    | (2009) Slovakiet                      | 3        |
| F    | (2008) Malta Malta                    | 2        |
| G    | (2008) Kibris Cypern                  | 1        |
| H    | (2007) Slovenien                      | 0        |
| (I)  | -Ubrugt, kan forveksles med et ettal- |          |
| (J)  | United Kingdom Storbritannien         | (7)      |
| (K)  | Sverige Sverige                       | (6)      |
| L    | Suomi Finland                         | 5        |
| M    | Portugal Portugal                     | 4        |
| N    | Österreich Østrig                     | 3        |
| (O)  | -Ubrugt, kan forveksles med et nul-   |          |
| P    | Nederland Holland                     | 1        |
| (Q)  | -Ubrugt-                              |          |
| R    | Luxembourg Luxembourg                 | 8        |
| S    | Italia Italien                        | 7        |
| T    | Ireland Irland                        | 6        |
| U    | France Frankrig                       | 5        |
| V    | España Spanien                        | 4        |
| (W)  | Danmark Danmark                       | (3)      |
| X    | Deutschland Tyskland                  | 2        |
| Y    | Ellas Grækenland                      | 1        |
| Z    | België/Belgique Belgien               | 0        |

Z-J er i faldende alfabetisk rækkefølge efter EU-lande i 1999. Da 'W' ikke findes i det græske alfabet har 'Danmark' og 'Ellas' byttet koder.

## Eksterne links
- Eurotracer – a site for tracing Euro banknotes and coins Arkiveret 9. september 2020 hos  Wayback Machine
- Eurobilltracker – yet another site for tracking banknotes Arkiveret 28. september 2007 hos  Wayback Machine

- Wikimedia Commons har flere filer relateret til Eurosedler